# Hurra, wir leben noch (Roman)
Hurra, wir leben noch ist ein Bestseller des österreichischen Autors Johannes Mario Simmel aus dem Jahr 1978.

## Inhalt
Die Romansaga spielt in der Zeit zwischen 1946 und 1976 und erzählt sowohl heitere als auch ernste Ereignisse aus dem Leben des Jakob Formann. Formann kommt aus ärmlichen Verhältnissen, überlebt den Zweiten Weltkrieg an der Ostfront und kehrt aus der Kriegsgefangenschaft nach Österreich zurück. In der turbulenten Nachkriegszeit gelingt ihm ein rasanter sozialer Aufstieg und er wird zu einem der erfolgreichsten, bekanntesten und wohlhabendsten Männern der 1950er Jahre. Er besitzt mehrere Unternehmen, die auf der ganzen Welt tätig sind. Der Selfmade-Millionär ist ein Womanizer, der viele Freunde wie Feinde hat. Infolge der Ölkrise und eines gegen ihn gerichteten Komplotts verliert Formann sein komplettes Vermögen und ist am Ende des Buches wieder genauso arm wie am Anfang. Er kehrt am Schluss zu der Frau zurück, die er 1946 verließ, und lebt mit ihr ein einfaches Leben in einem „kleinen Häuschen in Grün“.

### Handlung
Die Handlung setzt mit einem Autounfall an der Mangfallbrücke ein, bei dem Formanns Rolls-Royce Silver Shadow in Flammen aufgeht. In diesem lebensbedrohlichen Moment erinnert er sich in einem Rückblick wieder an seine Erlebnisse an der Ostfront, als er zur Panzerbekämpfung in einer Alarmkompanie eingesetzt wird. Er war damals zu diesem Himmelfahrtseinsatz verurteilt worden, weil er eine Affäre mit der Verlobten eines Ritterkreuzträgers hatte. Als sein Wagen die Schlucht hinunterstürzt und in Flammen aufgeht, denkt Formann an Geschlechtsverkehr. Während er selbst hilflos in einem Baum hängt und dabei dem Tod nahe ist, zieht sein Leben im Rückblick an ihm vorbei.
Kurz vor dem Unfall wurde Formann an seinem Geburtstag, dem 26. Februar 1965, auf dem Wiener Opernball, an dem auch Bundeskanzler Josef Klaus und Adolf Schärf teilnahmen, das Große Silberne Ehrenzeichen für Verdienste um die Republik Österreich verliehen. Er war vollkommen betrunken und fiel in die Sahnetorte. Formann hat ein Unternehmensimperium aufgebaut, das von Plastikherstellung über Fertighausproduktion, eine eigene Hochseeflotte, ein Klinikum bis zu einem Zeitschriftenverlag reicht. Über ein Schachtelsystem ist Formann außerdem an einer Reihe von Unternehmen wie etwa der weltgrößten Brauerei beteiligt.
1946 leistet Formann Wachdienst am Fliegerhorst Hörsching in der Nähe der Stadt Linz und arbeitet als Dolmetscher für die Alliierten. Er lebt in einer Welt der Schieber, Gauner, Vertriebenen, Flüchtlingen und Huren, in der jeder ums Überleben kämpft. Da bietet sich ihm die einmalige Gelegenheit, in den Besitz von angebrüteten Eiern von Westmoreland-Hühnern aus den USA zu gelangen, die für den Wiederaufbau der österreichischen Landwirtschaft vorgesehen sind. Durch dieses Gaunerstück legt Formann den Grundstein für sein späteres Vermögen. Dabei ist ihm ein Professor behilflich, der bereits im Dritten Reich an der Züchtung der „Herrenrasse“-Hühner von Heinrich Himmler beteiligt war. Zur Steigerung der Legeleistung der Hennen werden die Tiere mit leichter Unterhaltungsmusik, v. a. Frank Sinatra, berieselt.
Die junge Wienerin Hilde Korn, die als Angehörige des Werwolfs verdächtigt, inhaftiert und kurze Zeit später wieder freigelassen wurde, begegnet Formann unter einer anderen Identität im Schlafwagenabteil des Orient-Express von Wien nach München und bietet ihm eine Mitarbeit in ihrer neuen Organisation an, die sich mit illegalen Devisengeschäften beschäftigt. In dieser Bande von Hochstaplern sind unter anderem der triebgesteuerte argentinische Handelsattaché Amadeo Juárez und der belgische Devisenschieber Robert Rouvier tätig, die Formann auf seiner Mission in Paris und Antwerpen begleiten. Robert Mader, der in der deutschen Abwehr unter Wilhelm Canaris diente, besorgt ihm gefälschte Papiere und Visa für Frankreich und Belgien. Formann nimmt die Identitäten des argentinischen Diplomaten Miguel Santiago Cortez sowie die des Mr. Fletcher an. Zusammen mit Laureen Fletcher alias Hilde Korn spielen sie ein leidenschaftliches Liebespaar.
Zurück auf dem heimischen Hühnerhof hat Formanns neuer Vorarbeiter, Ignaz Hölzlwimmer, ein ehemaliger Vertrauensmann der Deutschen Arbeitsfront, eine Art von Legebatterie entwickelt, die es ermöglicht, 50 % der Eier zu unterschlagen und auf dem Schwarzmarkt zu verkaufen. Der Großhandel mit den Hühnereiern führt Formann unter anderem in die sowjetische Besatzungszone, wo er der Wirtschaftssabotage verdächtigt wird. Außerdem halten ihn die Behörden für einen Spion aus dem Westen. Auf seinen Geschäftsreisen begegnet ihm unter anderem sein ehemaliger Ausbilder, Unteroffizier a. D. Adolf Bohrer, der ihn erkennt und ihm damit gefährlich wird. Formann gelingt es in letzter Sekunde, den Verdacht von sich abzulenken, indem er Bohrer für verrückt erklären lässt. Auch bei anderen Gelegenheiten wird Formann von ehemaligen Kriegskameraden erkannt. Es gelingt ihm jedoch, seine Tarnung aufrechtzuerhalten.
Formann genießt das vornehme Leben und die Frauen. Eine seiner zahlreichen Affären hat er mit Dr. Ingeborg Malthus, einer Redakteurin der „Berliner Illustrierten“. Zusammen mit dem alkoholkranken, aber besonders talentierten Autor und Journalisten Klaus Mario Schreiber gründet er die erste deutsche Nachkriegsillustrierte „Okay“, die u. a. in Fortsetzungen den Roman Kleiner Mann – was nun? von Hans Fallada abdruckt. Weitere Schlagzeilen liefert der anlaufende Marshallplan und ein sensationell aufgemachter Kriminalreport mit dem Titel „Die teuflischen Nonnen“, der über geheimnisvolle Kindermorde in einem Kloster in Athen berichtet. Die erste Auflage von „Okay“ ist innerhalb kürzester Zeit vergriffen. Im Juni 1948 erreicht die Auflage der Illustrierten bereits 0,5 Millionen Exemplare.
1948 besitzt Formann eine Unternehmensgruppe, die sich aus seiner Fertighausfabrik bei Murnau, drei Hühnerei-Farmen bei Waldtrudering und dem Magazin „Okay“ zusammensetzt. Die Eier werden mit einer bestimmten Quote an die amerikanische Besatzungsmacht und an die Lebensmittelämter geliefert. Medienwirksam beliefert Formann Altenheime, Kindergärten und Krankenhäuser mit Eiern. Dabei lässt er sich für sein eigenes Magazin „Okay“ ablichten und verarbeitet dies als wohltätige Aktion. Die andere Hälfte der produzierten Eier landet auf dem Schwarzmarkt.
Die letzte Stadt, die noch nicht mit Formanns Eiern beliefert wird, ist Nürnberg. Ein preußischer Beamter mit hoher Dienstauffassung erweist sich als unbestechlich. So reist Formann persönlich nach Nürnberg, um auch diesen Absatzkanal zu erschließen. Während einer Razzia gegen den Schwarzmarkt wird er verhaftet, jedoch kurze Zeit später als Geheimnisträger der US-Regierung und VIP-Person mit beinahe diplomatischer Immunität wieder freigelassen. Formann fliegt in die USA und trifft sich mit Senator Connelly. Er findet heraus, dass Connellys Sohn jener Lieutenant ist, der in Wien die Begegnung mit dem „Werwolf“ Hilde Korn hatte, bei der auch Formann anwesend war. Der Österreicher beginnt eine Affäre mit Jill, der Sekretärin des Senators, und erfährt von ihr von den sexuellen BDSM-Vorlieben des Senators. Ein pikantes Geheimnis, das er gegen den US-Politiker verwendet.
Im Laufe der Jahrzehnte führt das turbulente Leben Jakob Formann an die verschiedensten Schauplätze der Weltgeschichte. So erlebt er beispielsweise 1963 die Rassenunruhen in Alabama oder in Zentralafrika einen Diktator, der an Idi Amin erinnert. Weitere Episoden seines Lebens spielen in Washington, Saigon, Rostow am Don, Bukarest, Paris, Los Angeles oder Bonn. Den Höhepunkt seiner Karriere erlebt der Protagonist in dem Moment, als er Schloss Neuschwanstein erwerben und den Kaufvertrag der millionenschweren Immobilie seiner Geliebten ins Dekolletée schieben kann. Am Ende kehrt Formann zu seiner Jugendliebe Julia Martens, die er zärtlich „Hase“ nennt, in die „kleinbürgerliche Gemütlichkeit“ zurück.

## Personen
Simmel verwendet in seiner Erzählung eine Reihe realer Personen und vermischt deren Schicksale mit den fiktiven Charakteren. Eine Person, die im Buch auftaucht, ist Simmels Alter Ego Klaus Mario Schreiber. Schreiber ist ein Mann mit Sprachfehler, Akne und außerdem chronischer Alkoholiker, der 1947 in München ein Café betreibt und Geschichten schreibt, so auch für die fiktive Illustrierte „Okay“. Schreibers Leben beschreibt die verschlüsselte Biografie Simmels.

### Hauptperson
Zentrale Person des Romans ist die Figur des Jakob Formann, der einen kometenhaften Aufstieg und anschließend den tiefen Fall eines gescheiterten Unternehmers erlebt. Formanns kosmopolitische Karriere wird wie in einer Art Fabel „vom Eierdieb zum Multimillionär“ versinnbildlicht. In einer Nacht-und-Nebel-Aktion entwendet der Kriegsheimkehrer Formann den Hühnerbestand der US-amerikanischen Besatzer und verdient sich damit seine erste Million. Durch seine guten Kontakte öffnen sich dem Protagonisten die Türen bis zu den höchsten Politikern. Formann erreicht alles, was er sich immer erträumte: Geld, Macht und höchsten Einfluss. Dabei bleibt ihm die High Society fremd und er fühlt sich als einfacher Mensch des Volkes in seiner alten Kneipe am wohlsten, wo er Graubrot mit Schweineschmalz verzehrt.
Sein Werdegang zeigt steil nach oben: Im Jahr 1946 ist Formann noch ein arbeitsloser Habenichts, 1956 bereits ein aufstrebender Multimillionär, 1965 ein mächtiger, international agierender Wirtschaftstycoon, dann endet seine Karriere und er wird 1975 zu einem „Frührentner mit Sonne im Herzen“.

„Die großen Zeiten, die heldischen Zeiten brauchen große, heldische Menschen. Das hat uns der Lehrer in der Schule erzählt, und ich muss immer denken: Was für ein Unfug. Wenn Helden schon überhaupt nötig sind, dann doch bitte für kleine, schlimme, schwierige Zeiten! Die letzten dreißig Jahre zum Beispiel waren doch für uns alle kein Honiglecken – oder? Denken wir nur an den Beginn. Und an heute. Da gibt es nun einen Mann, der heißt natürlich nicht Jakob Formann, wie der in diesem Buch heißt, sondern ganz anders – und das ist so einer, wie ich ihn mir immer gewünscht habe: ein Held für schlechtes Wetter!“

Der erste Satz ist ein beinahe wörtliches Zitat:

„Eine große Zeit erfordert große Menschen.“

## Weltbild
Das Weltbild von „Hurra, wir leben noch!“ ist von der unbändigen Lebenslust der Nachkriegsgeneration geprägt, die jetzt alles auslebt, was ihr vorher aufgrund von Krieg und Entbehrung versagt war. Es geht vornehmlich um kulinarische Genüsse und Sex. Im Roman wird beispielsweise auf den Seiten 157–159 die Sexualpraktik der Chinesischen Schlittenfahrt erwähnt, die Formann in einem Bordell in Antwerpen von einer Prostituierten namens Yün-Sin erlernt hat. Der Autor Simmel erwähnt diese Liebestechnik, welche die Beteiligten zu bislang ungeahnten „Gipfeln der Ekstase“ führt, mehrfach, jedoch nur im Ansatz „Linke Hand auf linkes Knie und lechtel Ellenbogen zwischen Blüste“, lässt den Leser also über die Funktionsweise bis auf einige Andeutungen im Dunkeln.

„Während Konsaliks Geschichten immer durchtränkt waren von Hass auf die neuen Zeiten, lebten die Simmels vom rasanten Lob auf diese. Simmels Helden hatten etwas James-Bond-haftes, es waren sinnliche Dramen um Liebe, Sex, Neid, ums Fressen & Ficken, um Unrast und Verrat, um politische Korruption, um den Zynismus der Herrschenden.“

## Form
Das temporeiche Buch, konzipiert als eine Art europäischer Schelmenroman, wird der Trivialliteratur zugeordnet. Mit Witz und Ironie schildert Simmel als Ich-Erzähler eine abenteuerliche Nachkriegskarriere. In seiner auktorialen Erzählweise schweift Simmel häufig durch Kommentare und Reflexionen von der Handlung ab. Das 640 Seiten starke Werk ist chronologisch in Zeitsprüngen aufgebaut, beginnt mit dem Prolog, der sich in sechs knappe Kapitel unterteilt, gefolgt von den Jahren 1946 in 101 Kapiteln, 1956 in 50 Kapiteln und 1966 in 66 Kapiteln. Der Epilog ist in fünf Kapitel gegliedert. Der Erzählstrang ist gekennzeichnet von zahlreichen Szenenwechseln, jedes Kapitel ist nach wenigen Sätzen beendet. Viele Sätze werden mit Ausrufezeichen bekräftigt.

## Stil
„Und mit der Wildheit eines Stieres nach vorn. Und mit aller Wollust dieser Erde wieder zurück. Nach vorn. Zurück. Ach, welch Wonne, ach, welches Glück. Blödsinniger Werbespruch: »Nur fliegen ist schöner«. Das Schönste auf der Welt war und ist und wird zu allen Zeiten bleiben: das da! Und vor. Und zurück. Gibt natürlich viele unter uns, die dabei mächtig schwitzen, dachte er. Richtig tropfen. Den Süßen ins Gesicht. Zwischen die Brüste. Auf den Bauch. Haben mir Frauen erzählt.“

Neben der eigentlichen Erzählung werden in chronologischer Reihenfolge zeitgenössische Entwicklungen des jeweiligen Jahres als Zeittafeln eingeblendet, welche die Funktion haben, den jeweiligen Zeitgeist der Epoche zu umreißen.

„Das Jahr 1965 fängt an … Das neue Jahr wird in der Bundesrepublik Deutschland mit einem Feuerwerk von 50 Millionen Mark begrüßt. Der Frankfurter Zoodirektor Dr. Bernhard Grzimek kämpft erbittert gegen Leopardenpelze.“

## Recherchefehler und Ungenauigkeiten
Simmel hat seinen Roman im Allgemeinen sorgfältig recherchiert und dennoch sind ihm einige Fehler unterlaufen. Zu den historischen Ungenauigkeiten gehören zum Beispiel Abschreibungsgeschäfte und Steuerhinterziehung, die bereits 1961 einsetzen.

## Wirtschaftlicher Erfolg
Der Roman erreichte eine Leserschaft von drei Millionen.

## Rezeption und Kritik
Die Zeit sieht in „Hurra, wir leben noch!“ eine „Mischung aus Selbstironie und wollüstigem Masochismus, optimistischem Schelmenstück und neudeutschem Katzenjammer“. „Hurra, wir leben noch!“ sei „ein Programm, ein Signal, dessen von Rezessions- und Terrorismus-Ängsten verfolgte Empfänger für jede frohe Botschaft empfänglich sind.“
Nach Ansicht der taz entwirft Simmel im Gegensatz zu Heinz G. Konsalik eine „Choreographie der Freiheit“ und ein „Panoptikum der Sinnenlust“. Im „Gundgefühl der 50er Jahre“ entstehe die „Restabilisierung alter Klassen- und Distinktionsverhältnisse“. Jakob Formanns trotziger Überlebenswille, sein starker Ehrgeiz und Aufstiegswille nach Reichtum und Wohlstand sei getrieben durch den Nachholbedarf der von Nationalsozialismus und Weltkrieg „sieben gestohlenen Jahre“. Anstatt Champagner wähle er Bier. Am Ende der Geschichte gewinne Formann die Erkenntnis, dass er die „Kraft, die er zur gesellschaftlichen Selbstbehauptung eingesetzt hat, nun nur noch der Liebe widmen wolle.“

## Verfilmung
Der Roman „Hurra, wir leben noch“ bildete die Filmvorlage für den satirischen Spielfilm Die wilden Fünfziger aus dem Jahr 1983. Die literarische Vorlage wurde bereits im Vorfeld als sowohl ehrgeiziges als auch ausgesprochen lukratives Projekt angesehen. Simmel protestierte später gegen die Umsetzung des Films durch Peter Zadek und erwirkte eine einstweilige Verfügung.

## Ausgaben
- Johannes Mario Simmel: Hurra, wir leben noch, 640 Seiten, Droemer Knaur, München 1978, ISBN 978-3-426-00728-0
- Johannes Mario Simmel: Hurra, wir leben noch, Knaur eBook, ISBN 978-3-426-40406-5